# 均苯四甲酸二酐
均苯四甲酸二酐（PMDA）是一种有机化合物，化学式为C6H2(C2O3)2，它是一种二内酸酐，可用于合成聚酰亚胺类聚合物，如Kapton等。
它可由均四甲苯的气相氧化制得：
C6H2(CH3)4 + 6 O2 → C6H2(C2O3)2 + 6 H2O
在实验室，它也能通过乙酸酐和均苯四甲酸反应得到。